# Quebrada de Apanza
La quebrada de Apanza es un curso natural agua que nace en las faldas ponientes del cerro Tulapalca (Yulupalca en H. Niemeyer), en la Región de Arica y Parinacota, fluye hacia el suroeste hasta desembocar en la ribera derecha del río Vítor, cerca del poblado de Cachicoca.: 40 : 37 
Es uno de los afluentes derechos del río Vítor, junto a la quebrada Garza, la quebrada Sivitaya, la quebrada Caricoya y la Visa-Visa.

## Historia
Luis Risopatrón lo describe en su Diccionario Jeográfico de Chile de 1924:: 846 
Sivitaya (Quebrada de) 18° 47' 69° 35' Nace en las faldas del cerro Tulapaca, corre hacia el SW i desemboca en la de Vitor, en las inmediaciones de Chitita. 116, p. 269 i 406; 134; i 156.